# Quadrant d'Acaz

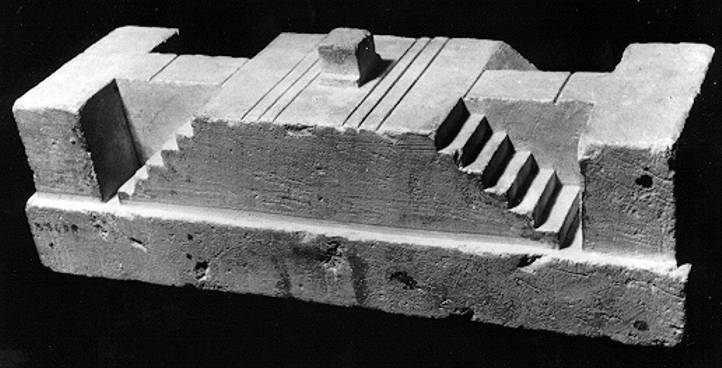
És una suposició que sigui una espècie de zigurat solar a causa de la referència explícita als esglaons.

El quadrant d'Acaz va ser un rellotge de sol construït prop del segle VII aC. Només es disposa de les dues referències existents en la Bíblia, la primera es realitza en el Segon dels Reis (XX, 8-12). Quan Ezequies estava malalt de mort, el profeta Isaïes, fill d'Amós, el va guarir amb una massa de figues posada sobre les seves ferides, indicant-li a més a més que la seva vida s'allargaria quinze anys més dels que tenia el seu destí:
| « | "Ezequies va preguntar a Isaïes: Amb quina senyal coneixeré jo que el Senyor em curarà?. Isaïes li va respondre: El senyal per la qual coneixeràs que el Senyor complirà amb la seva paraula, que ha pronunciat serà : L'ombra avançarà deu graus o retrocedirà deu graus. Poca cosa és, va respondre Ezequies, que avanci deu graus l'ombra en el quadrant d'Acaz, no així que retrocedeixi.." | » |

Llavors el profeta Isaïes va invocar el Senyor, que va fer que retrocedís deu graus (esglaons) en l'ombra del quadrant de Acaz. Aquest va ser el miracle la "retrogradació de l'ombra".
Avui dia es desconeix la forma i composició d'aquest quadrant. Alguns esmenten que podria haver estat un rellotge vertical.